# Стохастическое вложение соседей с t-распределением
Стохастическое вложение соседей с t-распределением (англ. t-distributed Stochastic Neighbor Embedding, t-SNE) — это алгоритм  машинного обучения для визуализации, разработанный Лоренсом ван дер Маатеном и Джеффри Хинтоном. Он является техникой нелинейного снижения размерности, хорошо подходящей для вложения данных высокой размерности для визуализации в пространство низкой размерности (двух- или трехмерное). В частности, метод моделирует каждый объект высокой размерности двух- или трёхмерной точкой таким образом, что похожие объекты моделируются близко расположенными точками, а непохожие точки моделируются с большой вероятностью точками, далеко друг от друга отстоящими.

## Описание
Алгоритм t-SNE состоит из двух главных шагов. Сначала t-SNE создаёт распределение вероятностей по парам объектов высокой размерности таким образом, что похожие объекты будут выбраны с большой вероятностью, в то время как вероятность выбора непохожих точек будет мала. Затем t-SNE определяет похожее распределение вероятностей по точкам в пространстве малой размерности и минимизирует расстояние Кульбака — Лейблера между двумя распределениями с учётом положения точек. Заметим, что исходный алгоритм использует евклидово расстояние между объектами как базу измерения сходства, это может быть изменено сообразно обстоятельствам.
Алгоритм t-SNE использовался для визуализации широкого ряда приложений, включая исследование компьютерной безопасности, музыкальный анализ, исследования по раку, биоинформатику и обработку биомедицинских сигналов. Алгоритм часто используется для визуализации высокоуровневых представлений, полученных из искусственной нейронной сети.
Поскольку t-SNE отображения часто используются для показа кластеров, а на визуализацию кластеров может оказывать значительное влияние выбранная параметризация, постольку необходимо умение работать с параметрами алгоритма t-SNE. Для выбора параметров и проверки результатов могут оказаться необходимы интерактивные[неизвестный термин] исследования. Было продемонстрировано, что алгоритм t-SNE часто способен обнаружить хорошо отделённые друг от друга кластеры, а при специальном выборе параметров аппроксимировать простой вид спектральной кластеризации.

## Детали
Если дан набор из {\displaystyle N} объектов высокой размерности {\displaystyle \mathbf {x} _{1},\dots ,\mathbf {x} _{N}}, t-SNE сначала вычисляет вероятности {\displaystyle p_{ij}}, которые пропорциональны похожести объектов {\displaystyle \mathbf {x} _{i}} и {\displaystyle \mathbf {x} _{j}} следующим образом:
{\displaystyle p_{j\mid i}={\frac {\exp(-\lVert \mathbf {x} _{i}-\mathbf {x} _{j}\rVert ^{2}/2\sigma _{i}^{2})}{\sum _{k\neq i}\exp(-\lVert \mathbf {x} _{i}-\mathbf {x} _{k}\rVert ^{2}/2\sigma _{i}^{2})}},}
Ван дер Маатен и Хинтон объясняли: «Похожесть точки данных {\displaystyle x_{j}} точке {\displaystyle x_{i}} является условной вероятностью {\displaystyle p_{j|i}}, что для {\displaystyle x_{i}} будет выбрана {\displaystyle x_{j}} в качестве соседней точки, если соседи выбираются пропорционально их гауссовой плотности вероятности с центром в {\displaystyle x_{i}}».
{\displaystyle p_{ij}={\frac {p_{j\mid i}+p_{i\mid j}}{2N}}}
Более того, вероятности с {\displaystyle i=j} принимаются равными нулю: {\displaystyle p_{ii}=0}
Полоса пропускания гауссовых ядер {\displaystyle \sigma _{i}} устанавливается с помощью метода бисекции так, что перплексивность условного распределения равна предопределённой перплексивности. Как результат полоса пропускания адаптируется плотности данных — меньшие значения {\displaystyle \sigma _{i}} используются в более плотных частях пространства данных.
Поскольку гауссово ядро использует евклидово расстояние {\displaystyle \lVert x_{i}-x_{j}\rVert }, оно подвержено проклятию размерности и в данных высокой размерности, когда расстояния теряют возможность различать, {\displaystyle p_{ij}} становятся слишком похожи (асимптотически, они сходятся к константе). Предлагается подкорректировать расстояние с помощью экспоненциального преобразования, основываясь на внутреннем размере каждой точки, чтобы смягчить проблему.
Алгоритм t-SNE стремится получить отображение {\displaystyle \mathbf {y} _{1},\dots ,\mathbf {y} _{N}} в {\displaystyle d}-мерное пространство (с {\displaystyle \mathbf {y} _{i}\in \mathbb {R} ^{d}}), которое отражает похожести {\displaystyle p_{ij}}, насколько это возможно. Для этого алгоритм измеряет похожесть {\displaystyle q_{ij}} между двумя точками {\displaystyle \mathbf {y} _{i}} и {\displaystyle \mathbf {y} _{j}} с помощью очень похожего подхода. Конкретно, {\displaystyle q_{ij}} определяется как
{\displaystyle q_{ij}={\frac {(1+\lVert \mathbf {y} _{i}-\mathbf {y} _{j}\rVert ^{2})^{-1}}{\sum _{k\neq l}(1+\lVert \mathbf {y} _{k}-\mathbf {y} _{l}\rVert ^{2})^{-1}}}}
Здесь имеющее утяжелённый хвост t-распределение Стьюдента (с одной степенью свободы, которое является тем же, что и распределение Коши) используется для измерения похожести между точками в пространстве низкой размерности, чтобы иметь возможность непохожие объекты расположить на карте далеко друг от друга. Заметим, что в этом случае мы также устанавливаем {\displaystyle q_{ii}=0}
Расположения точек {\displaystyle \mathbf {y} _{i}} в пространстве малой размерности определяется минимизацией (несимметричной) расстояния Кульбака — Лейблера распределения {\displaystyle Q} от распределения {\displaystyle P}, то есть
{\displaystyle KL(P||Q)=\sum _{i\neq j}p_{ij}\log {\frac {p_{ij}}{q_{ij}}}}
Минимизация расстояния Кульбака — Лейблера по отношению к точкам {\displaystyle \mathbf {y} _{i}} осуществляется с помощью градиентного спуска. Результатом оптимизации является отображение, которое отражает похожесть между объектами пространства высокой размерности.

## Программное обеспечение
- Алгоритм Лоуренса ван дер Маатена «t-Distributed Stochastic Neighbor Embedding» https://lvdmaaten.github.io/tsne/
- ELKI[англ.] содержит tSNE с аппроксимацией Барнеса-Хата. https://github.com/elki-project/elki/blob/master/elki/src/main/java/de/lmu/ifi/dbs/elki/algorithm/projection/TSNE.java (недоступная+ссылка)